# ماریوس پتیپا
ماریوس ایوانوویچ پتیپا (روسی: Ма́риус Ива́нович Петипа́؛ ۱۱ مارس ۱۸۱۸ – ۱۴ ژوئیهٔ ۱۹۱۰) استاد و طراح رقص و رقصنده باله اهل فرانسه بود. پتیپا عموماً به‌عنوان یکی از تأثیرگذارترین رقص‌پردازان و استادان باله در تاریخ شناخته می‌شود. از مشهورترین کارهایش می‌توان به خلق یا باز آفرینی باله‌هایی همچون دن کیشوت، زیبای خفته و فندق‌شکن اشاره کرد.